# 聖卡洛斯 (聖卡洛斯區)
聖卡洛斯（西班牙語：San Carlos），巴拿馬中東部城鎮，由西巴拿馬省聖卡洛斯區管轄，面積29.2平方公里，海拔0米，2010年人口3,578，人口密度每平方公里122.6人。